# Christoph Meyer (Intendant)
Christoph Meyer (* 26. Februar 1960 in Lüneburg) ist ein deutscher Regisseur und Theaterleiter. Er war ab der Spielzeit 2009/10 bis März 2025 Generalintendant der Deutschen Oper am Rhein in Düsseldorf und Duisburg.

## Leben
Schon während seines Studiums in München arbeitete Christoph Meyer als Regieassistent an verschiedenen deutschen Bühnen. Für sein erstes Festengagement ging er 1985 an das Nationaltheater Mannheim. Von 1990 bis 1995 war Meyer als Spielleiter und ab 1993 als Chefdisponent an der Oper Köln tätig. Ab 1995 arbeitete er als Künstlerischer Produktionsdirektor am Gran Teatre del Liceu in Barcelona. Im Juni 2000 ging Meyer als Generalsekretär an die Deutsche Oper Berlin.
In den Jahren 2001 bis 2003 erfüllte Meyer verschiedene künstlerische Beraterverträge, u. a. für das Festival Internacional de Música y Danza in Granada und die Fundación de Cultura „La Caixa“, Barcelona. Von 2004 bis 2006 war er Operndirektor des Theaters Basel. Ab Januar 2007 gehörte Meyer in gleicher Funktion zur Leitung der Oper Leipzig, bevor er zur Spielzeit 2009/10 Christoph Meyer als Generalintendant der Deutschen Oper am Rhein berufen wurde. Er gewann Axel Kober als Generalmusikdirektor und Martin Schläpfer als Ballettdirektor und Chefchoreograf für das neu gegründete Ballett am Rhein. Als Regisseure holte er für Neuproduktionen u. a. Immo Karaman, Tatjana Gürbaca, Claus Guth, Michael Hampe, Stefan Herheim und Dietrich W. Hilsdorf an sein Haus. 2013 zog er als Intendant eine Tannhäuser-Inszenierung des Regisseurs Burkhard C. Kosminski nach der Premiere zurück. Diese Entscheidung wurde vom Regisseur („Es kann doch nicht sein, dass diese Art von Zensur stattfindet.“) und der Akademie der Künste als überzogen kritisiert.
Meyers besonderes Engagement gilt dem Spielplanangebot für Junges Publikum. So initiierte er eine Kooperation der Deutschen Oper am Rhein mit der Oper Dortmund und dem Theater Bonn unter dem Titel „Junge Opern Rhein-Ruhr“, die zu Beginn der Spielzeit 2013/14 startete. Dieses deutschlandweit einzigartige Projekt hat zum Ziel, Kinder und Jugendliche für spannendes Musiktheater zu begeistern, indem Werke speziell für sie komponiert werden.
Nach Vom Mädchen, das nicht schlafen wollte (Martin Baltscheit, Marius Felix Lange) und Ronja Räubertochter (Holger Potocki, Jörn Arnecke) entstand 2015/16 mit der Familienoper Die Schneekönigin von Marius Felix Lange bereits die dritte Auftragsoper, die in Düsseldorf, Duisburg und den anderen beiden Kooperationsstädten gezeigt wird.
Als Reaktion auf die Diskussionen um die Düsseldorfer Kulturlandschaft schrieb Christoph Meyer am 22. November 2016 in einem Gastbeitrag der Rheinischen Post: „Düsseldorf ist es gelungen, mit dem Grand Départ ein Sportereignis in die Stadt zu holen. Düsseldorf überlegt immer wieder, sich gemeinsam mit dem Ruhrgebiet um die Olympischen Spiele zu bewerben – wie wäre es, wenn Düsseldorf auch einmal danach strebte, auf der langen Liste der europäischen Kulturhauptstädte zu erscheinen? Düsseldorf hat eine unglaublich lebendige, vielschichtige und reichhaltige Kunst- und Kulturszene, die in vielen Bereichen ihresgleichen sucht!“
Im Dezember 2024 gab er bekannt, sein Amt aus gesundheitlichen Gründen vorzeitig zum 30. März 2025 niederzulegen. Im Juni 2025 wurde bekanntgegeben, dass ihm Ina Karr ab der Spielzeit 2027/28 als Generalintendantin der Deutschen Oper am Rhein nachfolgen soll.

## Jurytätigkeit
Seit 2001 ist Christoph Meyer Jurymitglied für den Internationalen Hans Gabor-Belvedere-Wettbewerb in Wien. Außerdem war er Juror beim Competizione dell’ Opera-Wettbewerb in Dresden, dem Bidu Sayão-Wettbewerb in Brasilien, beim Competizione dell’Opera Moskau. Dem Wettbewerb Neue Stimmen Bertelsmann (Gütersloh) und dem Seoul International Music Competition. Er ist Mitglied der Chambre Professionnelle Des Directeurs D’Opéra (CPDO, Paris) und gehört zum Präsidium des
Landesmusikrates NRW.

## Sonstiges
Im April 2011 verlieh die Robert Schumann Hochschule Düsseldorf Christoph Meyer eine Honorarprofessur. Im Dezember würdigte die Hochschule Gheorghe Dima im rumänischen Cluj Meyers Engagement für die Förderung junger Sängertalente durch die Verleihung des Ehrendoktortitels.